# Dolgesheim
Dolgesheim è un comune di 924 abitanti della Renania-Palatinato, in Germania.
Appartiene al circondario (Landkreis) di Magonza-Bingen (targa MZ) ed è parte della comunità amministrativa (Verbandsgemeinde) di Guntersblum.